# Rhadinosticta handschini
Rhadinosticta handschini är en trollsländeart som först beskrevs av Maurits Anne Lieftinck 1933.  Rhadinosticta handschini ingår i släktet Rhadinosticta och familjen Isostictidae. Inga underarter finns listade i Catalogue of Life.